# Lista di asteroidi (731001-732000)
Di seguito una lista di asteroidi dal numero 731001  al 732000 con data di scoperta e scopritore.

## 731001–731100
| Nome   | Designazione provvisoria | Data di scoperta  | Scopritore                    |
| ------ | ------------------------ | ----------------- | ----------------------------- |
| 731001 | 2012 XD49                | 9 luglio 2003     | Spacewatch                    |
| 731002 | 2012 XR58                | 14 novembre 2012  | Spacewatch                    |
| 731003 | 2012 XR63                | 24 marzo 2001     | Spacewatch                    |
| 731004 | 2012 XM64                | 4 dicembre 2012   | Mount Lemmon Survey           |
| 731005 | 2012 XC65                | 4 dicembre 2012   | Mount Lemmon Survey           |
| 731006 | 2012 XL65                | 26 luglio 2010    | WISE                          |
| 731007 | 2012 XN65                | 27 settembre 2003 | SDSS Collaboration            |
| 731008 | 2012 XT69                | 23 ottobre 2003   | SDSS Collaboration            |
| 731009 | 2012 XD70                | 2 aprile 2006     | Spacewatch                    |
| 731010 | 2012 XS70                | 11 maggio 2010    | Mount Lemmon Survey           |
| 731011 | 2012 XC71                | 6 dicembre 2012   | Mount Lemmon Survey           |
| 731012 | 2012 XF75                | 3 febbraio 2009   | Spacewatch                    |
| 731013 | 2012 XJ77                | 30 novembre 2008  | Mount Lemmon Survey           |
| 731014 | 2012 XK77                | 19 novembre 2012  | Spacewatch                    |
| 731015 | 2012 XM77                | 18 novembre 2008  | Spacewatch                    |
| 731016 | 2012 XR79                | 8 gennaio 2010    | WISE                          |
| 731017 | 2012 XC81                | 14 settembre 2007 | Mount Lemmon Survey           |
| 731018 | 2012 XC84                | 26 settembre 2000 | SDSS Collaboration            |
| 731019 | 2012 XN85                | 7 dicembre 2012   | Pan-STARRS                    |
| 731020 | 2012 XU85                | 14 marzo 2004     | NEAT                          |
| 731021 | 2012 XH90                | 25 aprile 2000    | Spacewatch                    |
| 731022 | 2012 XX90                | 6 novembre 2012   | Spacewatch                    |
| 731023 | 2012 XB92                | 8 dicembre 2012   | Mount Lemmon Survey           |
| 731024 | 2012 XM102               | 5 dicembre 2012   | Mount Lemmon Survey           |
| 731025 | 2012 XT112               | 5 dicembre 2012   | Mount Lemmon Survey           |
| 731026 | 2012 XV119               | 31 dicembre 2008  | Spacewatch                    |
| 731027 | 2012 XB120               | 14 gennaio 2002   | NEAT                          |
| 731028 | 2012 XP120               | 10 novembre 2006  | LUSS                          |
| 731029 | 2012 XR121               | 28 settembre 2003 | Spacewatch                    |
| 731030 | 2012 XR124               | 9 dicembre 2012   | Pan-STARRS                    |
| 731031 | 2012 XU126               | 2 novembre 2006   | Spacewatch                    |
| 731032 | 2012 XE131               | 11 dicembre 2012  | Mount Lemmon Survey           |
| 731033 | 2012 XB132               | 16 giugno 2010    | Mount Lemmon Survey           |
| 731034 | 2012 XT133               | 17 gennaio 2005   | Spacewatch                    |
| 731035 | 2012 XZ136               | 5 novembre 2012   | Spacewatch                    |
| 731036 | 2012 XA137               | 15 ottobre 2001   | NEAT                          |
| 731037 | 2012 XP138               | 2 ottobre 2006    | Mount Lemmon Survey           |
| 731038 | 2012 XU139               | 31 marzo 2009     | Mount Lemmon Survey           |
| 731039 | 2012 XT144               | 23 maggio 2001    | J. L. Elliot, L. H. Wasserman |
| 731040 | 2012 XR145               | 7 novembre 2008   | Mount Lemmon Survey           |
| 731041 | 2012 XT146               | 11 dicembre 2004  | Spacewatch                    |
| 731042 | 2012 XO151               | 1 aprile 2003     | SDSS Collaboration            |
| 731043 | 2012 XZ151               | 21 settembre 2003 | Spacewatch                    |
| 731044 | 2012 XJ153               | 23 ottobre 2001   | W. K. Y. Yeung                |
| 731045 | 2012 XB155               | 7 luglio 2011     | SSS                           |
| 731046 | 2012 XD156               | 29 maggio 2002    | NEAT                          |
| 731047 | 2012 XF157               | 10 dicembre 2012  | Spacewatch                    |
| 731048 | 2012 XA163               | 28 maggio 2014    | Pan-STARRS                    |
| 731049 | 2012 XJ163               | 4 dicembre 2012   | Mount Lemmon Survey           |
| 731050 | 2012 XL165               | 14 aprile 2010    | WISE                          |
| 731051 | 2012 XW168               | 12 dicembre 2012  | Mount Lemmon Survey           |
| 731052 | 2012 XK169               | 9 dicembre 2012   | K. Sárneczky                  |
| 731053 | 2012 XW170               | 9 dicembre 2012   | Pan-STARRS                    |
| 731054 | 2012 XZ170               | 6 dicembre 2012   | Mount Lemmon Survey           |
| 731055 | 2012 XB171               | 12 dicembre 2012  | Mount Lemmon Survey           |
| 731056 | 2012 XR171               | 4 dicembre 2012   | Mount Lemmon Survey           |
| 731057 | 2012 XD172               | 2 dicembre 2012   | Mount Lemmon Survey           |
| 731058 | 2012 XM172               | 13 dicembre 2012  | Mount Lemmon Survey           |
| 731059 | 2012 XR172               | 15 dicembre 2012  | ESA OGS                       |
| 731060 | 2012 XG173               | 11 dicembre 2012  | Mount Lemmon Survey           |
| 731061 | 2012 XS174               | 28 dicembre 2003  | Spacewatch                    |
| 731062 | 2012 XU174               | 7 dicembre 2012   | Mount Lemmon Survey           |
| 731063 | 2012 XK178               | 9 dicembre 2012   | Mount Lemmon Survey           |
| 731064 | 2012 YM                  | 1 novembre 2005   | LONEOS                        |
| 731065 | 2012 YT2                 | 23 dicembre 2001  | Spacewatch                    |
| 731066 | 2012 YJ5                 | 18 marzo 2010     | WISE                          |
| 731067 | 2012 YD6                 | 19 dicembre 2012  | S. Mottola                    |
| 731068 | 2012 YE6                 | 4 novembre 2007   | Spacewatch                    |
| 731069 | 2012 YY9                 | 4 aprile 2005     | Mount Lemmon Survey           |
| 731070 | 2012 YP10                | 19 gennaio 2009   | Mount Lemmon Survey           |
| 731071 | 2012 YU17                | 23 dicembre 2012  | Pan-STARRS                    |
| 731072 | 2012 YZ20                | 23 dicembre 2012  | Pan-STARRS                    |
| 731073 | 2012 YH21                | 23 dicembre 2012  | Pan-STARRS                    |
| 731074 | 2013 AG1                 | 22 dicembre 2012  | Pan-STARRS                    |
| 731075 | 2013 AL2                 | 23 giugno 2011    | T. V. Kryachko, B. Satovskij  |
| 731076 | 2013 AB5                 | 2 dicembre 2008   | Mount Lemmon Survey           |
| 731077 | 2013 AO10                | 20 gennaio 2009   | Spacewatch                    |
| 731078 | 2013 AA11                | 29 aprile 2006    | SSS                           |
| 731079 | 2013 AC13                | 26 agosto 2003    | Cerro Tololo Obs.             |
| 731080 | 2013 AG13                | 3 gennaio 2013    | Mount Lemmon Survey           |
| 731081 | 2013 AU15                | 8 gennaio 1999    | Spacewatch                    |
| 731082 | 2013 AM19                | 5 gennaio 2013    | Mount Lemmon Survey           |
| 731083 | 2013 AC20                | 8 maggio 2002     | F. B. Zoltowski               |
| 731084 | 2013 AT21                | 9 novembre 2007   | Mount Lemmon Survey           |
| 731085 | 2013 AZ24                | 5 gennaio 2013    | Spacewatch                    |
| 731086 | 2013 AR25                | 11 dicembre 2012  | Mount Lemmon Survey           |
| 731087 | 2013 AQ29                | 26 gennaio 2001   | Spacewatch                    |
| 731088 | 2013 AZ31                | 19 novembre 2003  | Spacewatch                    |
| 731089 | 2013 AY34                | 17 febbraio 2010  | Mount Lemmon Survey           |
| 731090 | 2013 AA44                | 31 gennaio 2009   | Mount Lemmon Survey           |
| 731091 | 2013 AA56                | 30 gennaio 2008   | Mount Lemmon Survey           |
| 731092 | 2013 AF56                | 4 marzo 2006      | CSS                           |
| 731093 | 2013 AJ57                | 22 dicembre 2008  | Mount Lemmon Survey           |
| 731094 | 2013 AS59                | 12 marzo 2007     | CSS                           |
| 731095 | 2013 AW62                | 1 dicembre 2008   | Mount Lemmon Survey           |
| 731096 | 2013 AL66                | 8 dicembre 2012   | M. Schwartz, P. R. Holvorcem  |
| 731097 | 2013 AQ66                | 9 dicembre 2004   | Spacewatch                    |
| 731098 | 2013 AC72                | 10 gennaio 2013   | Mount Lemmon Survey           |
| 731099 | 2013 AD73                | 15 dicembre 1999  | Spacewatch                    |
| 731100 | 2013 AE75                | 31 gennaio 2009   | Spacewatch                    |

## 731101–731200
| Nome           | Designazione provvisoria | Data di scoperta  | Scopritore                   |
| -------------- | ------------------------ | ----------------- | ---------------------------- |
| 731101         | 2013 AJ80                | 25 gennaio 2003   | SDSS Collaboration           |
| 731102         | 2013 AC81                | 13 maggio 2005    | Spacewatch                   |
| 731103         | 2013 AO84                | 14 settembre 2007 | Mount Lemmon Survey          |
| 731104         | 2013 AY87                | 23 dicembre 2012  | Pan-STARRS                   |
| 731105         | 2013 AJ90                | 15 gennaio 2013   | CSS                          |
| 731106         | 2013 AU90                | 31 dicembre 2003  | Spacewatch                   |
| 731107         | 2013 AH93                | 22 ottobre 2003   | SDSS Collaboration           |
| 731108         | 2013 AB96                | 28 gennaio 2000   | Spacewatch                   |
| 731109         | 2013 AP97                | 30 dicembre 2007  | Spacewatch                   |
| 731110         | 2013 AB98                | 5 gennaio 2013    | Mount Lemmon Survey          |
| 731111         | 2013 AN99                | 24 settembre 2011 | Pan-STARRS                   |
| 731112         | 2013 AV100               | 21 novembre 2001  | SDSS Collaboration           |
| 731113         | 2013 AA108               | 14 dicembre 2006  | NEAT                         |
| 731114         | 2013 AD108               | 10 gennaio 2013   | Pan-STARRS                   |
| 731115         | 2013 AH108               | 4 dicembre 2007   | Mount Lemmon Survey          |
| 731116         | 2013 AK110               | 3 gennaio 2013    | Mount Lemmon Survey          |
| 731117         | 2013 AG111               | 12 maggio 2004    | NEAT                         |
| 731118         | 2013 AU111               | 10 gennaio 2013   | Spacewatch                   |
| 731119         | 2013 AC113               | 5 ottobre 2002    | SDSS Collaboration           |
| 731120         | 2013 AK114               | 13 gennaio 2013   | Mount Lemmon Survey          |
| 731121         | 2013 AP114               | 13 gennaio 2013   | Mount Lemmon Survey          |
| 731122         | 2013 AN123               | 11 febbraio 2004  | NEAT                         |
| 731123         | 2013 AD124               | 5 ottobre 2005    | CSS                          |
| 731124 Rosvick | 2013 AS124               | 21 agosto 2003    | D. D. Balam, K. M. Perrett   |
| 731125         | 2013 AD126               | 13 marzo 2002     | NEAT                         |
| 731126         | 2013 AT128               | 9 aprile 2002     | NEAT                         |
| 731127         | 2013 AF129               | 10 gennaio 2013   | Pan-STARRS                   |
| 731128         | 2013 AC130               | 23 dicembre 2012  | Pan-STARRS                   |
| 731129         | 2013 AM131               | 6 gennaio 2013    | S. Mottola                   |
| 731130         | 2013 AH132               | 11 dicembre 2004  | Spacewatch                   |
| 731131         | 2013 AH134               | 24 ottobre 2011   | Mount Lemmon Survey          |
| 731132         | 2013 AC136               | 10 gennaio 2013   | Pan-STARRS                   |
| 731133         | 2013 AJ137               | 2 aprile 2009     | Spacewatch                   |
| 731134         | 2013 AQ137               | 20 gennaio 2009   | Spacewatch                   |
| 731135         | 2013 AD141               | 4 gennaio 2013    | CTIO-DECam                   |
| 731136         | 2013 AX154               | 7 ottobre 2007    | Mount Lemmon Survey          |
| 731137         | 2013 AN157               | 14 maggio 2010    | WISE                         |
| 731138         | 2013 AG163               | 20 gennaio 2013   | Mount Lemmon Survey          |
| 731139         | 2013 AC164               | 6 dicembre 2007   | Mount Lemmon Survey          |
| 731140         | 2013 AS164               | 4 gennaio 2013    | CTIO-DECam                   |
| 731141         | 2013 AT166               | 20 gennaio 2013   | Mount Lemmon Survey          |
| 731142         | 2013 AU174               | 1 settembre 2005  | NEAT                         |
| 731143         | 2013 AU182               | 21 novembre 2001  | SDSS Collaboration           |
| 731144         | 2013 AZ183               | 10 gennaio 2013   | Pan-STARRS                   |
| 731145         | 2013 AW185               | 6 gennaio 2013    | Spacewatch                   |
| 731146         | 2013 AF186               | 5 gennaio 2013    | Mount Lemmon Survey          |
| 731147         | 2013 AP186               | 7 gennaio 2013    | M. Ory                       |
| 731148         | 2013 AU187               | 10 gennaio 2013   | Pan-STARRS                   |
| 731149         | 2013 AY187               | 1 gennaio 2009    | Spacewatch                   |
| 731150         | 2013 AB190               | 10 gennaio 2013   | Pan-STARRS                   |
| 731151         | 2013 AT196               | 5 gennaio 2013    | Mount Lemmon Survey          |
| 731152         | 2013 AU196               | 15 gennaio 2013   | CSS                          |
| 731153         | 2013 AO200               | 10 gennaio 2013   | Pan-STARRS                   |
| 731154         | 2013 AQ202               | 6 gennaio 2013    | Spacewatch                   |
| 731155         | 2013 AN203               | 8 gennaio 2013    | M. Ory                       |
| 731156         | 2013 AV203               | 12 gennaio 2013   | Mount Lemmon Survey          |
| 731157         | 2013 AJ205               | 10 gennaio 2013   | Pan-STARRS                   |
| 731158         | 2013 BC1                 | 31 marzo 2003     | SDSS Collaboration           |
| 731159         | 2013 BV3                 | 16 gennaio 2013   | Mount Lemmon Survey          |
| 731160         | 2013 BA7                 | 5 luglio 2010     | WISE                         |
| 731161         | 2013 BS10                | 5 gennaio 2013    | Mount Lemmon Survey          |
| 731162         | 2013 BD11                | 16 gennaio 2013   | Pan-STARRS                   |
| 731163         | 2013 BK11                | 16 gennaio 2013   | Pan-STARRS                   |
| 731164         | 2013 BV12                | 19 ottobre 2007   | Spacewatch                   |
| 731165         | 2013 BW13                | 2 aprile 2010     | WISE                         |
| 731166         | 2013 BH14                | 17 dicembre 2012  | M. Schwartz, P. R. Holvorcem |
| 731167         | 2013 BS14                | 23 settembre 2004 | Spacewatch                   |
| 731168         | 2013 BU14                | 5 febbraio 2009   | Spacewatch                   |
| 731169         | 2013 BH22                | 23 dicembre 2012  | Pan-STARRS                   |
| 731170         | 2013 BV22                | 20 giugno 2005    | NEAT                         |
| 731171         | 2013 BO24                | 26 settembre 2003 | SDSS Collaboration           |
| 731172         | 2013 BW28                | 27 agosto 2005    | LONEOS                       |
| 731173         | 2013 BK30                | 19 gennaio 2004   | Spacewatch                   |
| 731174         | 2013 BC33                | 7 gennaio 2013    | Spacewatch                   |
| 731175         | 2013 BK36                | 20 giugno 2010    | Mount Lemmon Survey          |
| 731176         | 2013 BB41                | 20 ottobre 2007   | Mount Lemmon Survey          |
| 731177         | 2013 BX42                | 16 ottobre 2003   | LONEOS                       |
| 731178         | 2013 BD43                | 12 settembre 2002 | NEAT                         |
| 731179         | 2013 BB45                | 26 novembre 2011  | Spacewatch                   |
| 731180         | 2013 BP47                | 5 gennaio 2013    | Spacewatch                   |
| 731181         | 2013 BD48                | 9 novembre 2002   | Kitt Peak Obs.               |
| 731182         | 2013 BJ50                | 26 maggio 2009    | PMO NEO                      |
| 731183         | 2013 BP50                | 16 gennaio 2013   | Pan-STARRS                   |
| 731184         | 2013 BX50                | 16 gennaio 2013   | Pan-STARRS                   |
| 731185         | 2013 BS52                | 16 gennaio 2013   | Pan-STARRS                   |
| 731186         | 2013 BU54                | 9 gennaio 2013    | Spacewatch                   |
| 731187         | 2013 BF55                | 17 gennaio 2013   | Mount Lemmon Survey          |
| 731188         | 2013 BH60                | 4 gennaio 2013    | Spacewatch                   |
| 731189         | 2013 BY61                | 18 gennaio 2013   | Spacewatch                   |
| 731190         | 2013 BN62                | 19 settembre 1998 | SDSS Collaboration           |
| 731191         | 2013 BY62                | 18 gennaio 2013   | Spacewatch                   |
| 731192         | 2013 BD63                | 9 gennaio 2013    | Spacewatch                   |
| 731193         | 2013 BH66                | 19 gennaio 2013   | Spacewatch                   |
| 731194         | 2013 BS66                | 20 gennaio 2013   | Spacewatch                   |
| 731195         | 2013 BB67                | 17 aprile 2009    | Mount Lemmon Survey          |
| 731196         | 2013 BV68                | 12 ottobre 2010   | Mount Lemmon Survey          |
| 731197         | 2013 BA75                | 7 dicembre 2012   | Mount Lemmon Survey          |
| 731198         | 2013 BO79                | 23 dicembre 2008  | F. Hormuth                   |
| 731199         | 2013 BN80                | 4 gennaio 2013    | Spacewatch                   |
| 731200         | 2013 BV82                | 22 dicembre 2012  | Pan-STARRS                   |

## 731201–731300
| Nome   | Designazione provvisoria | Data di scoperta  | Scopritore                   |
| ------ | ------------------------ | ----------------- | ---------------------------- |
| 731201 | 2013 BG85                | 11 febbraio 2010  | WISE                         |
| 731202 | 2013 BH85                | 20 gennaio 2013   | Spacewatch                   |
| 731203 | 2013 BG88                | 3 agosto 2010     | WISE                         |
| 731204 | 2013 BQ92                | 31 gennaio 2013   | Mount Lemmon Survey          |
| 731205 | 2013 BY92                | 17 gennaio 2013   | Spacewatch                   |
| 731206 | 2013 BS94                | 17 gennaio 2013   | Pan-STARRS                   |
| 731207 | 2013 BO97                | 18 gennaio 2013   | Mount Lemmon Survey          |
| 731208 | 2013 BW99                | 16 gennaio 2013   | Mount Lemmon Survey          |
| 731209 | 2013 BU100               | 17 gennaio 2013   | Pan-STARRS                   |
| 731210 | 2013 BZ101               | 2 novembre 2010   | Mount Lemmon Survey          |
| 731211 | 2013 BD107               | 18 gennaio 2013   | Mount Lemmon Survey          |
| 731212 | 2013 CY1                 | 10 gennaio 2013   | Pan-STARRS                   |
| 731213 | 2013 CH3                 | 20 febbraio 2009  | Spacewatch                   |
| 731214 | 2013 CY3                 | 27 ottobre 2003   | Spacewatch                   |
| 731215 | 2013 CM4                 | 2 febbraio 2013   | Mount Lemmon Survey          |
| 731216 | 2013 CM6                 | 8 giugno 2011     | Mount Lemmon Survey          |
| 731217 | 2013 CK8                 | 14 ottobre 2001   | SDSS Collaboration           |
| 731218 | 2013 CD9                 | 18 settembre 2003 | NEAT                         |
| 731219 | 2013 CN9                 | 2 febbraio 2013   | Pan-STARRS                   |
| 731220 | 2013 CJ10                | 17 gennaio 2009   | Spacewatch                   |
| 731221 | 2013 CX11                | 4 ottobre 2007    | Spacewatch                   |
| 731222 | 2013 CT12                | 16 marzo 2005     | CSS                          |
| 731223 | 2013 CW17                | 15 marzo 2007     | Mount Lemmon Survey          |
| 731224 | 2013 CA21                | 22 aprile 2004    | SDSS Collaboration           |
| 731225 | 2013 CC26                | 17 marzo 2005     | Spacewatch                   |
| 731226 | 2013 CO26                | 22 marzo 2009     | Mount Lemmon Survey          |
| 731227 | 2013 CU26                | 22 ottobre 2003   | Spacewatch                   |
| 731228 | 2013 CG28                | 4 febbraio 2013   | C. Rinner                    |
| 731229 | 2013 CJ28                | 11 ottobre 2010   | Mount Lemmon Survey          |
| 731230 | 2013 CJ30                | 19 gennaio 2013   | Spacewatch                   |
| 731231 | 2013 CC31                | 17 gennaio 2013   | Mount Lemmon Survey          |
| 731232 | 2013 CT31                | 27 agosto 2006    | LONEOS                       |
| 731233 | 2013 CO33                | 7 agosto 2004     | A. Boattini, A. Di Paola     |
| 731234 | 2013 CE34                | 10 gennaio 2013   | Spacewatch                   |
| 731235 | 2013 CD37                | 31 ottobre 2011   | L. Elenin                    |
| 731236 | 2013 CZ37                | 8 febbraio 2002   | NEAT                         |
| 731237 | 2013 CL42                | 5 febbraio 2013   | C. Rinner                    |
| 731238 | 2013 CL45                | 5 febbraio 2013   | Spacewatch                   |
| 731239 | 2013 CJ47                | 27 maggio 2003    | AMOS                         |
| 731240 | 2013 CF51                | 30 luglio 2005    | NEAT                         |
| 731241 | 2013 CL54                | 20 dicembre 2012  | Mount Lemmon Survey          |
| 731242 | 2013 CK56                | 7 febbraio 2002   | AMOS                         |
| 731243 | 2013 CP56                | 13 febbraio 2002  | Spacewatch                   |
| 731244 | 2013 CZ57                | 30 settembre 2005 | Osservatorio di Mauna Kea    |
| 731245 | 2013 CB58                | 9 gennaio 2013    | Mount Lemmon Survey          |
| 731246 | 2013 CW59                | 3 febbraio 2013   | Pan-STARRS                   |
| 731247 | 2013 CN60                | 17 gennaio 2013   | Mount Lemmon Survey          |
| 731248 | 2013 CS60                | 3 novembre 2007   | Spacewatch                   |
| 731249 | 2013 CB61                | 19 marzo 2009     | Mount Lemmon Survey          |
| 731250 | 2013 CO61                | 5 febbraio 2013   | Spacewatch                   |
| 731251 | 2013 CX62                | 8 febbraio 2013   | Pan-STARRS                   |
| 731252 | 2013 CM68                | 26 gennaio 2000   | Spacewatch                   |
| 731253 | 2013 CS69                | 20 gennaio 2013   | Mount Lemmon Survey          |
| 731254 | 2013 CT69                | 2 marzo 2001      | Spacewatch                   |
| 731255 | 2013 CZ69                | 1 aprile 2003     | SDSS Collaboration           |
| 731256 | 2013 CD72                | 18 gennaio 2013   | Mount Lemmon Survey          |
| 731257 | 2013 CJ72                | 2 settembre 2005  | NEAT                         |
| 731258 | 2013 CR73                | 5 febbraio 2013   | Mount Lemmon Survey          |
| 731259 | 2013 CM74                | 5 febbraio 2013   | CSS                          |
| 731260 | 2013 CE77                | 29 settembre 2003 | Spacewatch                   |
| 731261 | 2013 CV77                | 4 settembre 2011  | Pan-STARRS                   |
| 731262 | 2013 CK79                | 25 marzo 2006     | NEAT                         |
| 731263 | 2013 CT84                | 28 agosto 2011    | Pan-STARRS                   |
| 731264 | 2013 CL87                | 10 gennaio 2013   | Pan-STARRS                   |
| 731265 | 2013 CE88                | 14 ottobre 2009   | W. Bickel                    |
| 731266 | 2013 CP90                | 7 febbraio 2013   | M. Schwartz, P. R. Holvorcem |
| 731267 | 2013 CF99                | 26 marzo 2009     | Spacewatch                   |
| 731268 | 2013 CG100               | 1 dicembre 2011   | Pan-STARRS                   |
| 731269 | 2013 CK102               | 9 febbraio 2013   | Pan-STARRS                   |
| 731270 | 2013 CP102               | 9 febbraio 2013   | Pan-STARRS                   |
| 731271 | 2013 CB103               | 10 maggio 2005    | Spacewatch                   |
| 731272 | 2013 CP104               | 28 ottobre 2005   | Mount Lemmon Survey          |
| 731273 | 2013 CZ106               | 9 febbraio 2013   | Pan-STARRS                   |
| 731274 | 2013 CW107               | 4 settembre 2010  | Mount Lemmon Survey          |
| 731275 | 2013 CE112               | 13 febbraio 2002  | Spacewatch                   |
| 731276 | 2013 CO114               | 19 settembre 2011 | Pan-STARRS                   |
| 731277 | 2013 CY114               | 23 settembre 2011 | Spacewatch                   |
| 731278 | 2013 CG116               | 2 settembre 2010  | Mount Lemmon Survey          |
| 731279 | 2013 CO119               | 25 agosto 2005    | NEAT                         |
| 731280 | 2013 CN120               | 26 marzo 2004     | LINEAR                       |
| 731281 | 2013 CR122               | 9 febbraio 2013   | Pan-STARRS                   |
| 731282 | 2013 CJ124               | 5 gennaio 2013    | Spacewatch                   |
| 731283 | 2013 CU124               | 2 novembre 2011   | Spacewatch                   |
| 731284 | 2013 CD126               | 27 febbraio 2008  | Spacewatch                   |
| 731285 | 2013 CN126               | 20 aprile 2009    | Spacewatch                   |
| 731286 | 2013 CU126               | 8 febbraio 2013   | C. Rinner                    |
| 731287 | 2013 CK128               | 14 febbraio 2013  | R. Holmes                    |
| 731288 | 2013 CZ129               | 12 settembre 2007 | Mount Lemmon Survey          |
| 731289 | 2013 CY130               | 3 novembre 2011   | Mount Lemmon Survey          |
| 731290 | 2013 CM133               | 30 luglio 2005    | NEAT                         |
| 731291 | 2013 CW133               | 12 aprile 2004    | CSS                          |
| 731292 | 2013 CK134               | 20 gennaio 2013   | CSS                          |
| 731293 | 2013 CG143               | 29 settembre 2011 | Mount Lemmon Survey          |
| 731294 | 2013 CR147               | 22 settembre 2011 | Spacewatch                   |
| 731295 | 2013 CB148               | 28 ottobre 2011   | Mount Lemmon Survey          |
| 731296 | 2013 CB149               | 5 febbraio 2013   | Spacewatch                   |
| 731297 | 2013 CQ152               | 14 febbraio 2013  | Pan-STARRS                   |
| 731298 | 2013 CV153               | 27 settembre 2005 | NEAT                         |
| 731299 | 2013 CY153               | 14 febbraio 2013  | Pan-STARRS                   |
| 731300 | 2013 CZ153               | 27 ottobre 2006   | Mount Lemmon Survey          |

## 731301–731400
| Nome   | Designazione provvisoria | Data di scoperta  | Scopritore               |
| ------ | ------------------------ | ----------------- | ------------------------ |
| 731301 | 2013 CS155               | 31 agosto 2005    | Spacewatch               |
| 731302 | 2013 CE157               | 1 febbraio 2013   | Spacewatch               |
| 731303 | 2013 CP157               | 18 gennaio 2008   | Mount Lemmon Survey      |
| 731304 | 2013 CR161               | 12 marzo 2002     | Spacewatch               |
| 731305 | 2013 CG163               | 19 ottobre 2011   | Spacewatch               |
| 731306 | 2013 CB164               | 16 gennaio 2004   | Spacewatch               |
| 731307 | 2013 CP164               | 11 luglio 2005    | Spacewatch               |
| 731308 | 2013 CT164               | 14 febbraio 2013  | Spacewatch               |
| 731309 | 2013 CE168               | 14 maggio 2010    | WISE                     |
| 731310 | 2013 CD170               | 10 gennaio 2008   | Mount Lemmon Survey      |
| 731311 | 2013 CQ171               | 10 maggio 2003    | Spacewatch               |
| 731312 | 2013 CC172               | 15 febbraio 2013  | Pan-STARRS               |
| 731313 | 2013 CY172               | 13 febbraio 2004  | LONEOS                   |
| 731314 | 2013 CN173               | 26 marzo 2003     | J. W. Young              |
| 731315 | 2013 CU173               | 11 febbraio 2013  | M. Ory                   |
| 731316 | 2013 CD174               | 17 aprile 2009    | Spacewatch               |
| 731317 | 2013 CN180               | 17 gennaio 2013   | Spacewatch               |
| 731318 | 2013 CW181               | 16 febbraio 2004  | Spacewatch               |
| 731319 | 2013 CP182               | 4 gennaio 2013    | Spacewatch               |
| 731320 | 2013 CG185               | 22 novembre 2006  | Mount Lemmon Survey      |
| 731321 | 2013 CO187               | 2 aprile 2002     | NEAT                     |
| 731322 | 2013 CU188               | 12 febbraio 2004  | Spacewatch               |
| 731323 | 2013 CZ189               | 1 ottobre 2008    | Mount Lemmon Survey      |
| 731324 | 2013 CW190               | 5 ottobre 2002    | SDSS Collaboration       |
| 731325 | 2013 CH194               | 12 aprile 2010    | WISE                     |
| 731326 | 2013 CX197               | 19 dicembre 2007  | Spacewatch               |
| 731327 | 2013 CC200               | 9 febbraio 2013   | Pan-STARRS               |
| 731328 | 2013 CN201               | 9 gennaio 2013    | Spacewatch               |
| 731329 | 2013 CS201               | 10 gennaio 1999   | Spacewatch               |
| 731330 | 2013 CR204               | 9 febbraio 2013   | Pan-STARRS               |
| 731331 | 2013 CL209               | 18 dicembre 2007  | Spacewatch               |
| 731332 | 2013 CN209               | 1 febbraio 2013   | Pan-STARRS               |
| 731333 | 2013 CN210               | 21 settembre 2009 | Mount Lemmon Survey      |
| 731334 | 2013 CU212               | 24 settembre 2011 | Pan-STARRS               |
| 731335 | 2013 CB214               | 8 gennaio 2013    | Mount Lemmon Survey      |
| 731336 | 2013 CL224               | 8 febbraio 2013   | Pan-STARRS               |
| 731337 | 2013 CZ224               | 28 agosto 2006    | Spacewatch               |
| 731338 | 2013 CO225               | 6 febbraio 2013   | Spacewatch               |
| 731339 | 2013 CW225               | 3 febbraio 2013   | Pan-STARRS               |
| 731340 | 2013 CD226               | 5 febbraio 2013   | Spacewatch               |
| 731341 | 2013 CQ227               | 22 settembre 2011 | Spacewatch               |
| 731342 | 2013 CH230               | 14 febbraio 2013  | Pan-STARRS               |
| 731343 | 2013 CL232               | 14 febbraio 2013  | Pan-STARRS               |
| 731344 | 2013 CB234               | 11 marzo 2018     | Pan-STARRS               |
| 731345 | 2013 CT236               | 9 febbraio 2013   | Pan-STARRS               |
| 731346 | 2013 CG242               | 15 febbraio 2013  | Pan-STARRS               |
| 731347 | 2013 CT242               | 10 febbraio 2013  | Pan-STARRS               |
| 731348 | 2013 CF247               | 6 febbraio 2013   | Spacewatch               |
| 731349 | 2013 CP249               | 5 febbraio 2013   | Spacewatch               |
| 731350 | 2013 CS249               | 1 febbraio 2013   | Spacewatch               |
| 731351 | 2013 CC254               | 8 febbraio 2013   | Pan-STARRS               |
| 731352 | 2013 DO                  | 4 maggio 2005     | Mount Lemmon Survey      |
| 731353 | 2013 DE2                 | 14 febbraio 2010  | Spacewatch               |
| 731354 | 2013 DP4                 | 7 novembre 2007   | Spacewatch               |
| 731355 | 2013 DH5                 | 17 gennaio 2013   | Mount Lemmon Survey      |
| 731356 | 2013 DK6                 | 2 maggio 2010     | WISE                     |
| 731357 | 2013 DB8                 | 29 novembre 2003  | Spacewatch               |
| 731358 | 2013 DN8                 | 2 novembre 2011   | Spacewatch               |
| 731359 | 2013 DH9                 | 13 febbraio 2002  | SDSS Collaboration       |
| 731360 | 2013 DG12                | 5 gennaio 2008    | LUSS                     |
| 731361 | 2013 DS14                | 20 febbraio 2009  | Spacewatch               |
| 731362 | 2013 DH15                | 18 febbraio 2013  | Osservatorio di La Silla |
| 731363 | 2013 DM15                | 18 febbraio 2004  | ·                        |
| 731364 | 2013 DA17                | 21 ottobre 2007   | Mount Lemmon Survey      |
| 731365 | 2013 DB21                | 18 febbraio 2013  | Mount Lemmon Survey      |
| 731366 | 2013 EV                  | 8 gennaio 2013    | Mount Lemmon Survey      |
| 731367 | 2013 EX                  | 11 gennaio 2013   | Pan-STARRS               |
| 731368 | 2013 ED1                 | 6 dicembre 2007   | Mount Lemmon Survey      |
| 731369 | 2013 EL1                 | 17 novembre 2007  | Mount Lemmon Survey      |
| 731370 | 2013 EE4                 | 22 aprile 2009    | Mount Lemmon Survey      |
| 731371 | 2013 EA5                 | 8 gennaio 2013    | Mount Lemmon Survey      |
| 731372 | 2013 EW7                 | 3 marzo 2013      | Mount Lemmon Survey      |
| 731373 | 2013 EF9                 | 19 dicembre 2007  | Spacewatch               |
| 731374 | 2013 EW11                | 1 aprile 2003     | SDSS Collaboration       |
| 731375 | 2013 EC13                | 18 febbraio 2004  | Spacewatch               |
| 731376 | 2013 EU13                | 7 luglio 2010     | Mount Lemmon Survey      |
| 731377 | 2013 EM15                | 2 ottobre 2006    | Mount Lemmon Survey      |
| 731378 | 2013 EB17                | 8 febbraio 2013   | Pan-STARRS               |
| 731379 | 2013 EV19                | 10 settembre 2007 | Mount Lemmon Survey      |
| 731380 | 2013 ET21                | 11 febbraio 2008  | Spacewatch               |
| 731381 | 2013 EU21                | 5 marzo 2013      | Mount Lemmon Survey      |
| 731382 | 2013 EN22                | 24 ottobre 2005   | R. H. McNaught           |
| 731383 | 2013 EV22                | 19 settembre 2006 | Spacewatch               |
| 731384 | 2013 EZ22                | 24 ottobre 2011   | Pan-STARRS               |
| 731385 | 2013 EG24                | 1 settembre 2005  | NEAT                     |
| 731386 | 2013 EY25                | 10 ottobre 2002   | NEAT                     |
| 731387 | 2013 ET27                | 28 gennaio 2004   | Spacewatch               |
| 731388 | 2013 EB30                | 6 febbraio 2013   | Spacewatch               |
| 731389 | 2013 EA40                | 10 marzo 2013     | J. Jahn                  |
| 731390 | 2013 EU40                | 21 settembre 2001 | SDSS Collaboration       |
| 731391 | 2013 EC43                | 24 settembre 2011 | Pan-STARRS               |
| 731392 | 2013 EK46                | 28 ottobre 2005   | Mount Lemmon Survey      |
| 731393 | 2013 EH52                | 26 settembre 2006 | Spacewatch               |
| 731394 | 2013 ER57                | 30 marzo 2008     | Spacewatch               |
| 731395 | 2013 EM58                | 8 marzo 2013      | Pan-STARRS               |
| 731396 | 2013 EB66                | 5 febbraio 2013   | CSS                      |
| 731397 | 2013 EL71                | 15 febbraio 2013  | Pan-STARRS               |
| 731398 | 2013 EB73                | 5 febbraio 2013   | Spacewatch               |
| 731399 | 2013 EY75                | 2 ottobre 2006    | Mount Lemmon Survey      |
| 731400 | 2013 EH76                | 8 marzo 2013      | Pan-STARRS               |

## 731401–731500
| Nome   | Designazione provvisoria | Data di scoperta  | Scopritore                |
| ------ | ------------------------ | ----------------- | ------------------------- |
| 731401 | 2013 EV79                | 19 febbraio 2013  | Spacewatch                |
| 731402 | 2013 EN81                | 17 luglio 2010    | WISE                      |
| 731403 | 2013 EX83                | 18 ottobre 2011   | Mount Lemmon Survey       |
| 731404 | 2013 EY84                | 5 febbraio 2013   | Spacewatch                |
| 731405 | 2013 EO88                | 12 agosto 2006    | NEAT                      |
| 731406 | 2013 EY92                | 12 febbraio 2004  | NEAT                      |
| 731407 | 2013 EL95                | 8 marzo 2013      | Pan-STARRS                |
| 731408 | 2013 EH98                | 18 settembre 2006 | Spacewatch                |
| 731409 | 2013 EJ98                | 23 ottobre 2006   | Mount Lemmon Survey       |
| 731410 | 2013 ES98                | 8 marzo 2013      | Pan-STARRS                |
| 731411 | 2013 EG100               | 15 dicembre 2007  | Mount Lemmon Survey       |
| 731412 | 2013 EW100               | 8 ottobre 2008    | Spacewatch                |
| 731413 | 2013 EV103               | 15 dicembre 2006  | Spacewatch                |
| 731414 | 2013 EA106               | 8 ottobre 2010    | Spacewatch                |
| 731415 | 2013 EH106               | 15 giugno 2010    | Mount Lemmon Survey       |
| 731416 | 2013 EZ106               | 15 aprile 2004    | NEAT                      |
| 731417 | 2013 EG108               | 24 ottobre 2011   | Pan-STARRS                |
| 731418 | 2013 EY109               | 12 marzo 2013     | Mount Lemmon Survey       |
| 731419 | 2013 EU115               | 25 novembre 2006  | Spacewatch                |
| 731420 | 2013 ED117               | 14 marzo 2013     | Spacewatch                |
| 731421 | 2013 EK118               | 1 settembre 2005  | A. Boattini               |
| 731422 | 2013 ET118               | 30 dicembre 2007  | Spacewatch                |
| 731423 | 2013 EJ119               | 5 marzo 2013      | Pan-STARRS                |
| 731424 | 2013 EL122               | 17 giugno 2010    | Mount Lemmon Survey       |
| 731425 | 2013 EE124               | 22 novembre 2000  | AMOS                      |
| 731426 | 2013 EH124               | 6 marzo 2008      | Mount Lemmon Survey       |
| 731427 | 2013 EO124               | 8 aprile 2002     | NEAT                      |
| 731428 | 2013 EG128               | 3 marzo 2008      | CSS                       |
| 731429 | 2013 ET130               | 12 marzo 2013     | M. W. Buie                |
| 731430 | 2013 EU136               | 5 novembre 2007   | Spacewatch                |
| 731431 | 2013 EY136               | 13 marzo 2013     | M. W. Buie                |
| 731432 | 2013 EL139               | 5 febbraio 2013   | Mount Lemmon Survey       |
| 731433 | 2013 EB148               | 16 settembre 2003 | Spacewatch                |
| 731434 | 2013 EK148               | 19 dicembre 2007  | Spacewatch                |
| 731435 | 2013 EP154               | 8 marzo 2013      | Pan-STARRS                |
| 731436 | 2013 ES154               | 15 febbraio 2013  | Pan-STARRS                |
| 731437 | 2013 ES155               | 13 gennaio 2008   | Spacewatch                |
| 731438 | 2013 EW155               | 5 marzo 2008      | Mount Lemmon Survey       |
| 731439 | 2013 EF156               | 13 marzo 2013     | Pan-STARRS                |
| 731440 | 2013 ED157               | 11 gennaio 2008   | Spacewatch                |
| 731441 | 2013 EF157               | 3 ottobre 2011    | Mount Lemmon Survey       |
| 731442 | 2013 EE158               | 22 ottobre 2011   | Mount Lemmon Survey       |
| 731443 | 2013 EM158               | 28 settembre 2006 | Spacewatch                |
| 731444 | 2013 EQ163               | 29 ottobre 2017   | Pan-STARRS                |
| 731445 | 2013 EA168               | 8 marzo 2013      | Pan-STARRS                |
| 731446 | 2013 EB168               | 5 marzo 2013      | Pan-STARRS                |
| 731447 | 2013 EE168               | 4 marzo 2013      | Pan-STARRS                |
| 731448 | 2013 EP170               | 3 marzo 2013      | Mount Lemmon Survey       |
| 731449 | 2013 EY171               | 6 marzo 2013      | Pan-STARRS                |
| 731450 | 2013 EW173               | 5 marzo 2013      | Mount Lemmon Survey       |
| 731451 | 2013 EX183               | 5 marzo 2013      | Pan-STARRS                |
| 731452 | 2013 FK7                 | 26 ottobre 2011   | L. Elenin                 |
| 731453 | 2013 FQ13                | 12 luglio 2010    | WISE                      |
| 731454 | 2013 FM15                | 23 ottobre 2011   | Pan-STARRS                |
| 731455 | 2013 FG17                | 5 ottobre 2002    | SDSS Collaboration        |
| 731456 | 2013 FH17                | 10 ottobre 2002   | SDSS Collaboration        |
| 731457 | 2013 FZ19                | 11 marzo 2005     | Spacewatch                |
| 731458 | 2013 FU25                | 1 aprile 2003     | SDSS Collaboration        |
| 731459 | 2013 FA26                | 4 aprile 2013     | PTF                       |
| 731460 | 2013 FK26                | 29 ottobre 2002   | SDSS Collaboration        |
| 731461 | 2013 FV26                | 19 marzo 2013     | Pan-STARRS                |
| 731462 | 2013 FG27                | 12 marzo 2013     | Spacewatch                |
| 731463 | 2013 FT27                | 16 marzo 2013     | Mount Lemmon Survey       |
| 731464 | 2013 FU27                | 18 gennaio 2008   | Mount Lemmon Survey       |
| 731465 | 2013 FC29                | 19 marzo 2013     | Pan-STARRS                |
| 731466 | 2013 FP30                | 6 luglio 2010     | WISE                      |
| 731467 | 2013 FY31                | 17 marzo 2013     | Mount Lemmon Survey       |
| 731468 | 2013 FV33                | 17 marzo 2013     | PTF                       |
| 731469 | 2013 FK35                | 19 marzo 2013     | Pan-STARRS                |
| 731470 | 2013 FA37                | 17 marzo 2013     | Spacewatch                |
| 731471 | 2013 FD41                | 17 marzo 2013     | Mount Lemmon Survey       |
| 731472 | 2013 GD                  | 1 aprile 2013     | Spacewatch                |
| 731473 | 2013 GS2                 | 3 febbraio 2013   | Pan-STARRS                |
| 731474 | 2013 GC6                 | 7 marzo 2013      | Spacewatch                |
| 731475 | 2013 GQ8                 | 14 ottobre 2001   | LINEAR                    |
| 731476 | 2013 GE9                 | 7 novembre 2005   | Osservatorio di Mauna Kea |
| 731477 | 2013 GN10                | 8 giugno 2010     | WISE                      |
| 731478 | 2013 GQ11                | 2 aprile 2013     | Pan-STARRS                |
| 731479 | 2013 GE14                | 13 marzo 2013     | PTF                       |
| 731480 | 2013 GZ14                | 19 marzo 2013     | Pan-STARRS                |
| 731481 | 2013 GX24                | 7 febbraio 1999   | Spacewatch                |
| 731482 | 2013 GE25                | 13 ottobre 2007   | CSS                       |
| 731483 | 2013 GM26                | 4 ottobre 2002    | SDSS Collaboration        |
| 731484 | 2013 GT36                | 1 aprile 2013     | Mount Lemmon Survey       |
| 731485 | 2013 GO45                | 5 aprile 2013     | PTF                       |
| 731486 | 2013 GA46                | 19 marzo 2013     | Pan-STARRS                |
| 731487 | 2013 GO50                | 7 febbraio 2008   | Mount Lemmon Survey       |
| 731488 | 2013 GS50                | 13 gennaio 2008   | Spacewatch                |
| 731489 | 2013 GT54                | 1 ottobre 2010    | Mount Lemmon Survey       |
| 731490 | 2013 GU57                | 19 marzo 2013     | Pan-STARRS                |
| 731491 | 2013 GJ58                | 17 marzo 2004     | SDSS Collaboration        |
| 731492 | 2013 GG60                | 6 aprile 2013     | Mount Lemmon Survey       |
| 731493 | 2013 GC62                | 4 marzo 2008      | Spacewatch                |
| 731494 | 2013 GH62                | 7 aprile 2013     | Mount Lemmon Survey       |
| 731495 | 2013 GW64                | 16 marzo 2013     | Spacewatch                |
| 731496 | 2013 GM68                | 13 marzo 2002     | Spacewatch                |
| 731497 | 2013 GU69                | 18 ottobre 2001   | Spacewatch                |
| 731498 | 2013 GY71                | 19 luglio 2010    | WISE                      |
| 731499 | 2013 GD73                | 11 aprile 2013    | Mount Lemmon Survey       |
| 731500 | 2013 GZ78                | 4 maggio 2006     | Mount Lemmon Survey       |

## 731501–731600
| Nome   | Designazione provvisoria | Data di scoperta  | Scopritore                   |
| ------ | ------------------------ | ----------------- | ---------------------------- |
| 731501 | 2013 GT81                | 11 dicembre 2004  | Spacewatch                   |
| 731502 | 2013 GG88                | 11 maggio 2005    | NEAT                         |
| 731503 | 2013 GB89                | 22 febbraio 2007  | CSS                          |
| 731504 | 2013 GG90                | 21 ottobre 2003   | NEAT                         |
| 731505 | 2013 GJ91                | 9 aprile 2013     | A. Oreshko                   |
| 731506 | 2013 GR97                | 18 giugno 2010    | WISE                         |
| 731507 | 2013 GS99                | 7 aprile 2013     | Mount Lemmon Survey          |
| 731508 | 2013 GY107               | 17 luglio 2010    | WISE                         |
| 731509 | 2013 GJ111               | 27 giugno 2010    | WISE                         |
| 731510 | 2013 GN114               | 3 febbraio 2009   | Mount Lemmon Survey          |
| 731511 | 2013 GY114               | 31 marzo 2013     | PTF                          |
| 731512 | 2013 GY118               | 7 aprile 2013     | Mount Lemmon Survey          |
| 731513 | 2013 GM122               | 10 aprile 2013    | Pan-STARRS                   |
| 731514 | 2013 GT125               | 23 marzo 2003     | SDSS Collaboration           |
| 731515 | 2013 GM129               | 8 marzo 2013      | Pan-STARRS                   |
| 731516 | 2013 GM139               | 2 ottobre 2010    | Mount Lemmon Survey          |
| 731517 | 2013 GV139               | 14 aprile 2013    | Mount Lemmon Survey          |
| 731518 | 2013 GW140               | 13 aprile 2013    | Pan-STARRS                   |
| 731519 | 2013 GY140               | 20 gennaio 2012   | Mount Lemmon Survey          |
| 731520 | 2013 GO143               | 30 giugno 2014    | Pan-STARRS                   |
| 731521 | 2013 GR157               | 6 aprile 2013     | Mount Lemmon Survey          |
| 731522 | 2013 GH166               | 10 aprile 2013    | Pan-STARRS                   |
| 731523 | 2013 HM1                 | 14 novembre 2006  | Mount Lemmon Survey          |
| 731524 | 2013 HC2                 | 12 gennaio 2002   | Spacewatch                   |
| 731525 | 2013 HT5                 | 6 dicembre 2011   | Pan-STARRS                   |
| 731526 | 2013 HX5                 | 25 luglio 2003    | NEAT                         |
| 731527 | 2013 HX6                 | 18 settembre 2003 | NEAT                         |
| 731528 | 2013 HL7                 | 19 aprile 2006    | CSS                          |
| 731529 | 2013 HH11                | 15 maggio 2009    | CSS                          |
| 731530 | 2013 HA12                | 5 gennaio 2012    | Spacewatch                   |
| 731531 | 2013 HQ13                | 23 ottobre 2011   | Pan-STARRS                   |
| 731532 | 2013 HE16                | 30 dicembre 2008  | Mount Lemmon Survey          |
| 731533 | 2013 HY17                | 16 marzo 2013     | Spacewatch                   |
| 731534 | 2013 HH20                | 5 marzo 2013      | Pan-STARRS                   |
| 731535 | 2013 HE23                | 19 giugno 2006    | Mount Lemmon Survey          |
| 731536 | 2013 HU25                | 19 gennaio 2012   | Mount Lemmon Survey          |
| 731537 | 2013 HO28                | 13 maggio 2002    | LINEAR                       |
| 731538 | 2013 HR29                | 16 aprile 2013    | CTIO-DECam                   |
| 731539 | 2013 HB33                | 16 aprile 2013    | CTIO-DECam                   |
| 731540 | 2013 HN40                | 9 aprile 2013     | Pan-STARRS                   |
| 731541 | 2013 HS52                | 2 febbraio 2008   | Spacewatch                   |
| 731542 | 2013 HV54                | 21 ottobre 2006   | Spacewatch                   |
| 731543 | 2013 HL56                | 16 aprile 2013    | CTIO-DECam                   |
| 731544 | 2013 HU61                | 27 ottobre 2005   | Mount Lemmon Survey          |
| 731545 | 2013 HW61                | 2 gennaio 2012    | Mount Lemmon Survey          |
| 731546 | 2013 HX68                | 1 novembre 2010   | Mount Lemmon Survey          |
| 731547 | 2013 HE77                | 13 maggio 2010    | WISE                         |
| 731548 | 2013 HN82                | 10 settembre 2010 | Spacewatch                   |
| 731549 | 2013 HC85                | 16 aprile 2013    | CTIO-DECam                   |
| 731550 | 2013 HL89                | 16 aprile 2013    | CTIO-DECam                   |
| 731551 | 2013 HZ90                | 16 aprile 2013    | CTIO-DECam                   |
| 731552 | 2013 HT94                | 10 aprile 2013    | Pan-STARRS                   |
| 731553 | 2013 HZ100               | 16 aprile 2013    | CTIO-DECam                   |
| 731554 | 2013 HK106               | 10 aprile 2013    | Pan-STARRS                   |
| 731555 | 2013 HE111               | 28 settembre 2010 | Spacewatch                   |
| 731556 | 2013 HE116               | 12 ottobre 2010   | W. Bickel                    |
| 731557 | 2013 HK116               | 28 febbraio 2008  | Mount Lemmon Survey          |
| 731558 | 2013 HM116               | 10 aprile 2013    | Pan-STARRS                   |
| 731559 | 2013 HX120               | 8 ottobre 2010    | Spacewatch                   |
| 731560 | 2013 HS123               | 7 luglio 2010     | WISE                         |
| 731561 | 2013 HZ127               | 16 gennaio 2005   | Osservatorio di Mauna Kea    |
| 731562 | 2013 HE128               | 17 aprile 2013    | CTIO-DECam                   |
| 731563 | 2013 HP141               | 12 novembre 2006  | Mount Lemmon Survey          |
| 731564 | 2013 HA147               | 16 aprile 2013    | CTIO-DECam                   |
| 731565 | 2013 HN155               | 27 marzo 2008     | Mount Lemmon Survey          |
| 731566 | 2013 JP1                 | 9 aprile 2003     | Spacewatch                   |
| 731567 | 2013 JG3                 | 9 aprile 2013     | Pan-STARRS                   |
| 731568 | 2013 JK4                 | 4 maggio 2013     | A. Oreshko                   |
| 731569 | 2013 JN11                | 1 maggio 2013     | Mount Lemmon Survey          |
| 731570 | 2013 JD14                | 18 aprile 2002    | Spacewatch                   |
| 731571 | 2013 JE19                | 8 maggio 2013     | Pan-STARRS                   |
| 731572 | 2013 JP20                | 15 aprile 2013    | Pan-STARRS                   |
| 731573 | 2013 JR21                | 17 gennaio 2013   | Pan-STARRS                   |
| 731574 | 2013 JQ23                | 9 aprile 2002     | NEAT                         |
| 731575 | 2013 JF24                | 11 aprile 2013    | PMO NEO                      |
| 731576 | 2013 JD25                | 18 ottobre 2003   | NEAT                         |
| 731577 | 2013 JF25                | 1 gennaio 2009    | Spacewatch                   |
| 731578 | 2013 JM27                | 12 marzo 2000     | CSS                          |
| 731579 | 2013 JS29                | 14 aprile 2002    | LINEAR                       |
| 731580 | 2013 JH33                | 18 gennaio 2004   | CSS                          |
| 731581 | 2013 JS39                | 28 gennaio 2010   | WISE                         |
| 731582 | 2013 JZ39                | 19 ottobre 2003   | SDSS Collaboration           |
| 731583 | 2013 JG42                | 29 luglio 2005    | NEAT                         |
| 731584 | 2013 JK43                | 4 giugno 2000     | LONEOS                       |
| 731585 | 2013 JV45                | 16 ottobre 2007   | Mount Lemmon Survey          |
| 731586 | 2013 JL49                | 9 aprile 2013     | Pan-STARRS                   |
| 731587 | 2013 JQ49                | 1 maggio 2013     | Mount Lemmon Survey          |
| 731588 | 2013 JH54                | 8 maggio 2013     | Pan-STARRS                   |
| 731589 | 2013 JD58                | 24 ottobre 2003   | SDSS Collaboration           |
| 731590 | 2013 JM59                | 16 ottobre 2003   | Spacewatch                   |
| 731591 | 2013 JP59                | 11 aprile 2013    | ESA OGS                      |
| 731592 | 2013 JF62                | 13 aprile 2013    | Pan-STARRS                   |
| 731593 | 2013 JK63                | 1 settembre 2005  | Spacewatch                   |
| 731594 | 2013 JW74                | 8 maggio 2013     | Pan-STARRS                   |
| 731595 | 2013 JV76                | 8 maggio 2013     | Pan-STARRS                   |
| 731596 | 2013 KZ12                | 14 aprile 2009    | T. V. Kryachko, B. Satovskij |
| 731597 | 2013 KC13                | 18 maggio 2013    | Mount Lemmon Survey          |
| 731598 | 2013 KN14                | 15 aprile 2013    | Pan-STARRS                   |
| 731599 | 2013 KN15                | 7 settembre 2004  | LINEAR                       |
| 731600 | 2013 KS18                | 20 aprile 2006    | Mount Lemmon Survey          |

## 731601–731700
| Nome   | Designazione provvisoria | Data di scoperta  | Scopritore                          |
| ------ | ------------------------ | ----------------- | ----------------------------------- |
| 731601 | 2013 KN19                | 16 maggio 2013    | Pan-STARRS                          |
| 731602 | 2013 KR19                | 1 luglio 2008     | Spacewatch                          |
| 731603 | 2013 LG2                 | 15 aprile 2013    | Pan-STARRS                          |
| 731604 | 2013 LK2                 | 15 settembre 2007 | Spacewatch                          |
| 731605 | 2013 LU2                 | 6 aprile 2008     | Mount Lemmon Survey                 |
| 731606 | 2013 LS8                 | 16 aprile 2013    | Pan-STARRS                          |
| 731607 | 2013 LQ11                | 11 giugno 2004    | NEAT                                |
| 731608 | 2013 LA14                | 16 maggio 2013    | Pan-STARRS                          |
| 731609 | 2013 LK15                | 17 maggio 2013    | M. Schwartz, P. R. Holvorcem        |
| 731610 | 2013 LW19                | 30 giugno 2001    | NEAT                                |
| 731611 | 2013 LD20                | 1 giugno 2013     | Mount Lemmon Survey                 |
| 731612 | 2013 LS27                | 17 gennaio 2007   | Spacewatch                          |
| 731613 | 2013 LZ27                | 11 aprile 2002    | LINEAR                              |
| 731614 | 2013 LW30                | 29 ottobre 2002   | SDSS Collaboration                  |
| 731615 | 2013 LB34                | 17 ottobre 2003   | SDSS Collaboration                  |
| 731616 | 2013 LL35                | 8 maggio 2003     | AMOS                                |
| 731617 | 2013 LP39                | 31 gennaio 2016   | Pan-STARRS                          |
| 731618 | 2013 LN43                | 7 giugno 2013     | Pan-STARRS                          |
| 731619 | 2013 LJ45                | 4 giugno 2013     | Pan-STARRS                          |
| 731620 | 2013 MB4                 | 28 agosto 2009    | Spacewatch                          |
| 731621 | 2013 ME4                 | 18 giugno 2013    | Mount Lemmon Survey                 |
| 731622 | 2013 MT4                 | 18 settembre 2003 | Spacewatch                          |
| 731623 | 2013 MV4                 | 19 dicembre 2004  | Mount Lemmon Survey                 |
| 731624 | 2013 MD7                 | 13 dicembre 2006  | Spacewatch                          |
| 731625 | 2013 MT7                 | 26 settembre 2006 | Mount Lemmon Survey                 |
| 731626 | 2013 MK8                 | 10 maggio 2005    | Mount Lemmon Survey                 |
| 731627 | 2013 MR8                 | 27 settembre 2009 | Mount Lemmon Survey                 |
| 731628 | 2013 MZ8                 | 4 gennaio 2010    | Spacewatch                          |
| 731629 | 2013 MH12                | 8 gennaio 2010    | Spacewatch                          |
| 731630 | 2013 MU12                | 17 giugno 2013    | Pan-STARRS                          |
| 731631 | 2013 MM18                | 18 giugno 2013    | Pan-STARRS                          |
| 731632 | 2013 MZ18                | 18 giugno 2013    | Pan-STARRS                          |
| 731633 | 2013 NQ1                 | 1 luglio 2013     | Pan-STARRS                          |
| 731634 | 2013 NX4                 | 26 novembre 2009  | Mount Lemmon Survey                 |
| 731635 | 2013 NL6                 | 13 gennaio 2011   | Mount Lemmon Survey                 |
| 731636 | 2013 NZ6                 | 3 agosto 2002     | NEAT                                |
| 731637 | 2013 NP16                | 19 agosto 2006    | Spacewatch                          |
| 731638 | 2013 NL17                | 24 settembre 2009 | Mount Lemmon Survey                 |
| 731639 | 2013 NH20                | 18 dicembre 2009  | Spacewatch                          |
| 731640 | 2013 NU21                | 15 gennaio 2010   | Mount Lemmon Survey                 |
| 731641 | 2013 NB23                | 8 febbraio 2010   | Spacewatch                          |
| 731642 | 2013 NS24                | 24 agosto 2012    | Spacewatch                          |
| 731643 | 2013 NU24                | 14 luglio 2013    | Pan-STARRS                          |
| 731644 | 2013 ND25                | 6 novembre 2009   | R. Ferrando, M. Ferrando            |
| 731645 | 2013 NJ30                | 14 luglio 2013    | Pan-STARRS                          |
| 731646 | 2013 NW32                | 28 agosto 2006    | Spacewatch                          |
| 731647 | 2013 NT39                | 2 ottobre 2008    | Mount Lemmon Survey                 |
| 731648 | 2013 NV40                | 15 luglio 2013    | Pan-STARRS                          |
| 731649 | 2013 NQ42                | 10 giugno 2018    | Pan-STARRS                          |
| 731650 | 2013 ND43                | 6 marzo 2016      | Pan-STARRS                          |
| 731651 | 2013 NC49                | 15 luglio 2013    | Pan-STARRS                          |
| 731652 | 2013 ND49                | 28 settembre 2009 | Mount Lemmon Survey                 |
| 731653 | 2013 NE52                | 12 luglio 2013    | W. Bickel                           |
| 731654 | 2013 NR55                | 27 gennaio 2011   | Mount Lemmon Survey                 |
| 731655 | 2013 NE60                | 14 luglio 2013    | Pan-STARRS                          |
| 731656 | 2013 NP62                | 14 luglio 2013    | Pan-STARRS                          |
| 731657 | 2013 NG63                | 13 luglio 2013    | Mount Lemmon Survey                 |
| 731658 | 2013 NQ66                | 18 aprile 2012    | Mount Lemmon Survey                 |
| 731659 | 2013 NB72                | 14 luglio 2013    | Pan-STARRS                          |
| 731660 | 2013 OU                  | 16 luglio 2013    | Pan-STARRS                          |
| 731661 | 2013 OG7                 | 20 novembre 2003  | NEAT                                |
| 731662 | 2013 OX9                 | 16 settembre 2009 | CSS                                 |
| 731663 | 2013 OZ10                | 21 settembre 2008 | Mount Lemmon Survey                 |
| 731664 | 2013 OY11                | 25 novembre 2005  | Spacewatch                          |
| 731665 | 2013 OC12                | 1 agosto 2008     | Osservatorio astronomico di Maiorca |
| 731666 | 2013 OL12                | 18 novembre 2003  | Spacewatch                          |
| 731667 | 2013 PH5                 | 5 febbraio 2011   | Pan-STARRS                          |
| 731668 | 2013 PJ5                 | 5 febbraio 2011   | Pan-STARRS                          |
| 731669 | 2013 PA6                 | 8 novembre 2009   | CSS                                 |
| 731670 | 2013 PT12                | 16 luglio 2013    | Pan-STARRS                          |
| 731671 | 2013 PG14                | 28 marzo 2009     | Spacewatch                          |
| 731672 | 2013 PA20                | 8 febbraio 2008   | Mount Lemmon Survey                 |
| 731673 | 2013 PE22                | 8 agosto 2013     | Pan-STARRS                          |
| 731674 | 2013 PS22                | 6 gennaio 2010    | Mount Lemmon Survey                 |
| 731675 | 2013 PT22                | 8 agosto 2013     | Pan-STARRS                          |
| 731676 | 2013 PH23                | 8 agosto 2013     | Pan-STARRS                          |
| 731677 | 2013 PL25                | 9 agosto 2013     | Pan-STARRS                          |
| 731678 | 2013 PN25                | 10 agosto 2013    | J. M. Bosch                         |
| 731679 | 2013 PK28                | 2 aprile 2011     | Mount Lemmon Survey                 |
| 731680 | 2013 PS28                | 27 maggio 2008    | Spacewatch                          |
| 731681 | 2013 PQ29                | 24 settembre 2008 | Mount Lemmon Survey                 |
| 731682 | 2013 PW30                | 16 gennaio 2005   | Osservatorio di Mauna Kea           |
| 731683 | 2013 PX34                | 9 agosto 2013     | Spacewatch                          |
| 731684 | 2013 PA36                | 9 agosto 2013     | Pan-STARRS                          |
| 731685 | 2013 PJ37                | 25 settembre 2008 | Spacewatch                          |
| 731686 | 2013 PF42                | 4 maggio 2008     | Spacewatch                          |
| 731687 | 2013 PD45                | 8 agosto 2013     | Pan-STARRS                          |
| 731688 | 2013 PD46                | 10 febbraio 2011  | Mount Lemmon Survey                 |
| 731689 | 2013 PK46                | 15 luglio 2013    | Pan-STARRS                          |
| 731690 | 2013 PN46                | 15 luglio 2013    | Pan-STARRS                          |
| 731691 | 2013 PR46                | 8 agosto 2013     | Pan-STARRS                          |
| 731692 | 2013 PK48                | 15 gennaio 2005   | Spacewatch                          |
| 731693 | 2013 PH51                | 18 agosto 2002    | NEAT                                |
| 731694 | 2013 PY51                | 13 agosto 2013    | Spacewatch                          |
| 731695 | 2013 PA52                | 8 ottobre 2008    | Mount Lemmon Survey                 |
| 731696 | 2013 PV53                | 27 febbraio 2011  | J. D. Armstrong                     |
| 731697 | 2013 PJ55                | 9 agosto 2013     | Pan-STARRS                          |
| 731698 | 2013 PN61                | 16 luglio 2013    | Pan-STARRS                          |
| 731699 | 2013 PV62                | 26 settembre 2003 | SDSS Collaboration                  |
| 731700 | 2013 PF63                | 5 febbraio 2011   | Pan-STARRS                          |

## 731701–731800
| Nome   | Designazione provvisoria | Data di scoperta  | Scopritore                          |
| ------ | ------------------------ | ----------------- | ----------------------------------- |
| 731701 | 2013 PS65                | 15 agosto 2013    | Pan-STARRS                          |
| 731702 | 2013 PS68                | 15 marzo 2012     | Mount Lemmon Survey                 |
| 731703 | 2013 PZ68                | 4 novembre 2004   | NEAT                                |
| 731704 | 2013 PQ69                | 5 settembre 2002  | LINEAR                              |
| 731705 | 2013 PU72                | 14 agosto 2006    | SSS                                 |
| 731706 | 2013 PM73                | 5 luglio 2008     | Osservatorio astronomico di Maiorca |
| 731707 | 2013 PQ74                | 10 agosto 2013    | Spacewatch                          |
| 731708 | 2013 PM77                | 7 gennaio 2010    | Spacewatch                          |
| 731709 | 2013 PC80                | 8 agosto 2013     | Pan-STARRS                          |
| 731710 | 2013 PW81                | 14 agosto 2013    | Pan-STARRS                          |
| 731711 | 2013 PY81                | 24 settembre 2008 | Spacewatch                          |
| 731712 | 2013 PR82                | 23 settembre 2008 | Spacewatch                          |
| 731713 | 2013 PN83                | 8 agosto 2013     | Pan-STARRS                          |
| 731714 | 2013 PR83                | 3 agosto 2013     | Pan-STARRS                          |
| 731715 | 2013 PV98                | 4 agosto 2013     | Pan-STARRS                          |
| 731716 | 2013 PD101               | 7 agosto 2013     | K. Sárneczky                        |
| 731717 | 2013 PC111               | 12 agosto 2013    | Pan-STARRS                          |
| 731718 | 2013 PK118               | 15 agosto 2013    | Pan-STARRS                          |
| 731719 | 2013 PM124               | 9 agosto 2013     | Pan-STARRS                          |
| 731720 | 2013 QD1                 | 18 ottobre 2003   | SDSS Collaboration                  |
| 731721 | 2013 QB2                 | 16 agosto 2013    | A. Oreshko                          |
| 731722 | 2013 QT2                 | 9 agosto 2008     | Osservatorio astronomico di Maiorca |
| 731723 | 2013 QT3                 | 4 gennaio 2001    | Spacewatch                          |
| 731724 | 2013 QB4                 | 20 novembre 2003  | Spacewatch                          |
| 731725 | 2013 QZ7                 | 26 agosto 2013    | Pan-STARRS                          |
| 731726 | 2013 QD9                 | 16 ottobre 2006   | D. Healy                            |
| 731727 | 2013 QK9                 | 26 gennaio 2006   | Mount Lemmon Survey                 |
| 731728 | 2013 QH14                | 8 agosto 2013     | Spacewatch                          |
| 731729 | 2013 QS18                | 2 febbraio 2005   | Spacewatch                          |
| 731730 | 2013 QF19                | 15 settembre 2004 | Spacewatch                          |
| 731731 | 2013 QO23                | 9 agosto 2013     | Pan-STARRS                          |
| 731732 | 2013 QP23                | 9 agosto 2013     | Spacewatch                          |
| 731733 | 2013 QL24                | 25 dicembre 2010  | Mount Lemmon Survey                 |
| 731734 | 2013 QM29                | 27 febbraio 2012  | Pan-STARRS                          |
| 731735 | 2013 QL30                | 20 ottobre 2003   | NEAT                                |
| 731736 | 2013 QL33                | 30 agosto 2013    | Pan-STARRS                          |
| 731737 | 2013 QL37                | 26 agosto 2013    | Pan-STARRS                          |
| 731738 | 2013 QO38                | 28 agosto 2013    | Mount Lemmon Survey                 |
| 731739 | 2013 QV38                | 19 ottobre 2003   | SDSS Collaboration                  |
| 731740 | 2013 QJ42                | 4 settembre 2008  | Spacewatch                          |
| 731741 | 2013 QS45                | 7 agosto 2013     | Spacewatch                          |
| 731742 | 2013 QC51                | 15 agosto 2013    | Pan-STARRS                          |
| 731743 | 2013 QG52                | 30 agosto 2013    | Pan-STARRS                          |
| 731744 | 2013 QN52                | 15 agosto 2013    | Pan-STARRS                          |
| 731745 | 2013 QH57                | 21 ottobre 2003   | Spacewatch                          |
| 731746 | 2013 QS57                | 13 febbraio 2010  | Mount Lemmon Survey                 |
| 731747 | 2013 QT65                | 27 agosto 2013    | Pan-STARRS                          |
| 731748 | 2013 QE66                | 12 agosto 2013    | Spacewatch                          |
| 731749 | 2013 QN70                | 30 agosto 2013    | K. Sárneczky                        |
| 731750 | 2013 QJ71                | 26 agosto 2013    | Pan-STARRS                          |
| 731751 | 2013 QH73                | 4 agosto 2005     | NEAT                                |
| 731752 | 2013 QU78                | 25 aprile 2007    | Mount Lemmon Survey                 |
| 731753 | 2013 QE80                | 16 agosto 2009    | Spacewatch                          |
| 731754 | 2013 QB81                | 8 luglio 2007     | LUSS                                |
| 731755 | 2013 QM82                | 31 agosto 2013    | Pan-STARRS                          |
| 731756 | 2013 QS82                | 27 settembre 2005 | NEAT                                |
| 731757 | 2013 QR85                | 9 agosto 2013     | Pan-STARRS                          |
| 731758 | 2013 QC86                | 22 settembre 2008 | Spacewatch                          |
| 731759 | 2013 QF87                | 1 maggio 2012     | Mount Lemmon Survey                 |
| 731760 | 2013 QH87                | 11 ottobre 2009   | Mount Lemmon Survey                 |
| 731761 | 2013 QY88                | 9 agosto 2013     | Pan-STARRS                          |
| 731762 | 2013 QZ89                | 12 gennaio 2002   | Spacewatch                          |
| 731763 | 2013 QB90                | 25 febbraio 2011  | Mount Lemmon Survey                 |
| 731764 | 2013 QC91                | 8 agosto 2013     | Spacewatch                          |
| 731765 | 2013 QW91                | 13 aprile 2012    | Pan-STARRS                          |
| 731766 | 2013 QE93                | 16 gennaio 2005   | Osservatorio di Mauna Kea           |
| 731767 | 2013 QB94                | 9 gennaio 2006    | Spacewatch                          |
| 731768 | 2013 QD99                | 7 gennaio 2016    | Pan-STARRS                          |
| 731769 | 2013 RR                  | 15 agosto 1996    | NEAT                                |
| 731770 | 2013 RA15                | 24 agosto 2008    | Spacewatch                          |
| 731771 | 2013 RZ18                | 5 dicembre 2010   | Spacewatch                          |
| 731772 | 2013 RG19                | 17 gennaio 2005   | Spacewatch                          |
| 731773 | 2013 RL19                | 13 settembre 2002 | NEAT                                |
| 731774 | 2013 RQ19                | 27 dicembre 2003  | Spacewatch                          |
| 731775 | 2013 RE23                | 22 ottobre 2009   | Mount Lemmon Survey                 |
| 731776 | 2013 RO23                | 15 agosto 2013    | Pan-STARRS                          |
| 731777 | 2013 RF24                | 7 aprile 2005     | Spacewatch                          |
| 731778 | 2013 RJ27                | 20 dicembre 2001  | SDSS Collaboration                  |
| 731779 | 2013 RA29                | 4 settembre 2013  | Mount Lemmon Survey                 |
| 731780 | 2013 RB33                | 3 settembre 2013  | V. Newski                           |
| 731781 | 2013 RH33                | 22 ottobre 2006   | Spacewatch                          |
| 731782 | 2013 RT33                | 16 gennaio 2005   | Osservatorio di Mauna Kea           |
| 731783 | 2013 RX41                | 3 settembre 2013  | Pan-STARRS                          |
| 731784 | 2013 RU45                | 3 marzo 2005      | Spacewatch                          |
| 731785 | 2013 RP48                | 19 aprile 2012    | Mount Lemmon Survey                 |
| 731786 | 2013 RD50                | 4 marzo 2000      | SDSS Collaboration                  |
| 731787 | 2013 RZ52                | 12 febbraio 2004  | Spacewatch                          |
| 731788 | 2013 RB53                | 12 settembre 2013 | T. Lister                           |
| 731789 | 2013 RN53                | 16 febbraio 2010  | Spacewatch                          |
| 731790 | 2013 RW54                | 9 ottobre 2008    | Mount Lemmon Survey                 |
| 731791 | 2013 RC56                | 16 gennaio 2005   | Osservatorio di Mauna Kea           |
| 731792 | 2013 RC58                | 17 febbraio 2010  | Mount Lemmon Survey                 |
| 731793 | 2013 RP58                | 3 maggio 2006     | Mount Lemmon Survey                 |
| 731794 | 2013 RM59                | 10 settembre 2013 | Pan-STARRS                          |
| 731795 | 2013 RR59                | 13 gennaio 2008   | Spacewatch                          |
| 731796 | 2013 RJ63                | 17 febbraio 2004  | Spacewatch                          |
| 731797 | 2013 RW65                | 12 settembre 2013 | Mount Lemmon Survey                 |
| 731798 | 2013 RA67                | 3 settembre 2013  | Pan-STARRS                          |
| 731799 | 2013 RR74                | 4 ottobre 2003    | Spacewatch                          |
| 731800 | 2013 RS75                | 12 agosto 2013    | Pan-STARRS                          |

## 731801–731900
| Nome   | Designazione provvisoria | Data di scoperta  | Scopritore                |
| ------ | ------------------------ | ----------------- | ------------------------- |
| 731801 | 2013 RM77                | 30 agosto 2002    | Spacewatch                |
| 731802 | 2013 RA78                | 12 febbraio 2011  | Mount Lemmon Survey       |
| 731803 | 2013 RX78                | 9 ottobre 2008    | Spacewatch                |
| 731804 | 2013 RD79                | 11 marzo 2005     | Mount Lemmon Survey       |
| 731805 | 2013 RH81                | 1 settembre 2013  | Mount Lemmon Survey       |
| 731806 | 2013 RB83                | 11 settembre 2007 | Mount Lemmon Survey       |
| 731807 | 2013 RD84                | 5 settembre 2013  | Spacewatch                |
| 731808 | 2013 RB87                | 13 settembre 2013 | Spacewatch                |
| 731809 | 2013 RO88                | 6 settembre 2013  | Spacewatch                |
| 731810 | 2013 RX88                | 14 settembre 2013 | Spacewatch                |
| 731811 | 2013 RJ89                | 14 settembre 2013 | Spacewatch                |
| 731812 | 2013 RO91                | 1 settembre 2013  | Mount Lemmon Survey       |
| 731813 | 2013 RH92                | 19 febbraio 2010  | Spacewatch                |
| 731814 | 2013 RA95                | 16 luglio 2013    | Pan-STARRS                |
| 731815 | 2013 RN95                | 1 settembre 2013  | J. Jahn                   |
| 731816 | 2013 RQ101               | 6 settembre 2013  | Spacewatch                |
| 731817 | 2013 RF102               | 4 settembre 2013  | Mount Lemmon Survey       |
| 731818 | 2013 RT103               | 5 aprile 2011     | Mount Lemmon Survey       |
| 731819 | 2013 RU105               | 12 settembre 2013 | Spacewatch                |
| 731820 | 2013 RL107               | 15 settembre 2013 | Mount Lemmon Survey       |
| 731821 | 2013 RH129               | 13 settembre 2013 | Spacewatch                |
| 731822 | 2013 RE131               | 9 settembre 2013  | Pan-STARRS                |
| 731823 | 2013 RG131               | 1 settembre 2013  | Mount Lemmon Survey       |
| 731824 | 2013 RR131               | 3 settembre 2013  | F. Hormuth                |
| 731825 | 2013 RS131               | 1 settembre 2013  | Mount Lemmon Survey       |
| 731826 | 2013 RC136               | 10 settembre 2013 | Pan-STARRS                |
| 731827 | 2013 RD142               | 6 settembre 2013  | W. Bickel                 |
| 731828 | 2013 RW148               | 1 settembre 2013  | Pan-STARRS                |
| 731829 | 2013 RU160               | 13 settembre 2013 | Mount Lemmon Survey       |
| 731830 | 2013 RB163               | 9 settembre 2013  | Pan-STARRS                |
| 731831 | 2013 RO175               | 14 settembre 2013 | Mount Lemmon Survey       |
| 731832 | 2013 SQ2                 | 2 settembre 2013  | Mount Lemmon Survey       |
| 731833 | 2013 SW2                 | 10 ottobre 2012   | Mount Lemmon Survey       |
| 731834 | 2013 SY2                 | 16 settembre 2013 | Mount Lemmon Survey       |
| 731835 | 2013 SK4                 | 2 luglio 2011     | Spacewatch                |
| 731836 | 2013 SM14                | 15 aprile 2012    | Pan-STARRS                |
| 731837 | 2013 SF18                | 9 settembre 2013  | Pan-STARRS                |
| 731838 | 2013 SP21                | 27 ottobre 2008   | Spacewatch                |
| 731839 | 2013 SR23                | 22 ottobre 2003   | SDSS Collaboration        |
| 731840 | 2013 SD26                | 17 febbraio 2010  | Mount Lemmon Survey       |
| 731841 | 2013 SE26                | 20 settembre 2003 | NEAT                      |
| 731842 | 2013 SA29                | 26 settembre 2013 | CSS                       |
| 731843 | 2013 SJ29                | 17 febbraio 2010  | Spacewatch                |
| 731844 | 2013 SF32                | 15 agosto 2002    | NEAT                      |
| 731845 | 2013 SQ32                | 1 settembre 2013  | Mount Lemmon Survey       |
| 731846 | 2013 SZ33                | 6 settembre 2013  | Mount Lemmon Survey       |
| 731847 | 2013 SB43                | 5 settembre 2013  | Spacewatch                |
| 731848 | 2013 SO43                | 27 settembre 2013 | Pan-STARRS                |
| 731849 | 2013 SL46                | 2 febbraio 2005   | Spacewatch                |
| 731850 | 2013 SY47                | 28 settembre 2013 | Spacewatch                |
| 731851 | 2013 SN48                | 7 ottobre 2005    | Osservatorio di Mauna Kea |
| 731852 | 2013 SW50                | 10 ottobre 2002   | SDSS Collaboration        |
| 731853 | 2013 SM53                | 29 settembre 2013 | Mount Lemmon Survey       |
| 731854 | 2013 SZ54                | 18 dicembre 2009  | Spacewatch                |
| 731855 | 2013 SU61                | 25 ottobre 2008   | J. Lacruz                 |
| 731856 | 2013 SK67                | 29 settembre 2008 | Mount Lemmon Survey       |
| 731857 | 2013 SC68                | 24 settembre 2013 | Mount Lemmon Survey       |
| 731858 | 2013 SB70                | 29 marzo 2011     | Mount Lemmon Survey       |
| 731859 | 2013 SV70                | 1 marzo 2005      | Spacewatch                |
| 731860 | 2013 SD71                | 27 settembre 2006 | Mount Lemmon Survey       |
| 731861 | 2013 SH76                | 14 settembre 2013 | Pan-STARRS                |
| 731862 | 2013 SJ76                | 14 aprile 2005    | Spacewatch                |
| 731863 | 2013 SP77                | 13 febbraio 2008  | Spacewatch                |
| 731864 | 2013 ST78                | 31 agosto 2000    | LINEAR                    |
| 731865 | 2013 SW78                | 18 luglio 2001    | NEAT                      |
| 731866 | 2013 SJ81                | 4 aprile 2011     | Spacewatch                |
| 731867 | 2013 SX82                | 14 novembre 2002  | NEAT                      |
| 731868 | 2013 SR84                | 3 settembre 2013  | CSS                       |
| 731869 | 2013 SP85                | 3 ottobre 2013    | Pan-STARRS                |
| 731870 | 2013 SZ85                | 1 ottobre 2013    | PTF                       |
| 731871 | 2013 SE88                | 23 ottobre 2003   | Spacewatch                |
| 731872 | 2013 SO89                | 9 settembre 2007  | Spacewatch                |
| 731873 | 2013 SZ92                | 2 settembre 2013  | Mount Lemmon Survey       |
| 731874 | 2013 SP93                | 8 novembre 2009   | Spacewatch                |
| 731875 | 2013 SH99                | 14 agosto 2012    | Pan-STARRS                |
| 731876 | 2013 SO101               | 19 gennaio 2008   | Mount Lemmon Survey       |
| 731877 | 2013 SF102               | 16 ottobre 2001   | Spacewatch                |
| 731878 | 2013 SL107               | 24 settembre 2013 | Spacewatch                |
| 731879 | 2013 TT                  | 1 ottobre 2013    | A. Oreshko                |
| 731880 | 2013 TY1                 | 11 febbraio 2004  | NEAT                      |
| 731881 | 2013 TB3                 | 21 settembre 2001 | LONEOS                    |
| 731882 | 2013 TD3                 | 27 agosto 2003    | NEAT                      |
| 731883 | 2013 TY3                 | 5 dicembre 2008   | Mount Lemmon Survey       |
| 731884 | 2013 TC8                 | 10 ottobre 2002   | NEAT                      |
| 731885 | 2013 TO10                | 14 ottobre 2001   | LINEAR                    |
| 731886 | 2013 TC15                | 16 gennaio 2005   | Osservatorio di Mauna Kea |
| 731887 | 2013 TA16                | 1 ottobre 2013    | Mount Lemmon Survey       |
| 731888 | 2013 TA18                | 20 agosto 2006    | NEAT                      |
| 731889 | 2013 TZ23                | 1 ottobre 2013    | Mount Lemmon Survey       |
| 731890 | 2013 TY24                | 23 settembre 2008 | Mount Lemmon Survey       |
| 731891 | 2013 TD25                | 3 ottobre 2002    | LINEAR                    |
| 731892 | 2013 TV28                | 1 ottobre 2013    | PTF                       |
| 731893 | 2013 TM30                | 1 ottobre 2013    | Spacewatch                |
| 731894 | 2013 TT31                | 12 febbraio 2011  | Mount Lemmon Survey       |
| 731895 | 2013 TS33                | 3 ottobre 2013    | Mount Lemmon Survey       |
| 731896 | 2013 TT33                | 20 luglio 2013    | Pan-STARRS                |
| 731897 | 2013 TR35                | 2 aprile 2005     | Spacewatch                |
| 731898 | 2013 TO38                | 16 febbraio 2010  | Mount Lemmon Survey       |
| 731899 | 2013 TF39                | 2 ottobre 2013    | Mount Lemmon Survey       |
| 731900 | 2013 TC40                | 29 gennaio 2007   | Spacewatch                |

## 731901–732000
| Nome   | Designazione provvisoria | Data di scoperta  | Scopritore                          |
| ------ | ------------------------ | ----------------- | ----------------------------------- |
| 731901 | 2013 TR43                | 15 settembre 2013 | Mount Lemmon Survey                 |
| 731902 | 2013 TG44                | 15 dicembre 2006  | Spacewatch                          |
| 731903 | 2013 TE47                | 23 ottobre 2009   | Mount Lemmon Survey                 |
| 731904 | 2013 TM49                | 3 ottobre 2013    | Mount Lemmon Survey                 |
| 731905 | 2013 TQ50                | 2 ottobre 2013    | Spacewatch                          |
| 731906 | 2013 TX57                | 4 ottobre 2013    | Mount Lemmon Survey                 |
| 731907 | 2013 TH60                | 4 ottobre 2013    | Mount Lemmon Survey                 |
| 731908 | 2013 TO60                | 16 gennaio 2005   | Spacewatch                          |
| 731909 | 2013 TU65                | 6 novembre 2008   | Mount Lemmon Survey                 |
| 731910 | 2013 TC66                | 4 ottobre 2013    | Mount Lemmon Survey                 |
| 731911 | 2013 TK66                | 4 ottobre 2013    | Mount Lemmon Survey                 |
| 731912 | 2013 TK67                | 5 ottobre 2013    | Pan-STARRS                          |
| 731913 | 2013 TN70                | 21 luglio 2012    | W. Bickel                           |
| 731914 | 2013 TF72                | 26 settembre 2002 | NEAT                                |
| 731915 | 2013 TS73                | 1 maggio 2005     | NEAT                                |
| 731916 | 2013 TR74                | 5 marzo 2008      | Mount Lemmon Survey                 |
| 731917 | 2013 TO75                | 14 settembre 2013 | Mount Lemmon Survey                 |
| 731918 | 2013 TV76                | 5 ottobre 2013    | Mount Lemmon Survey                 |
| 731919 | 2013 TG77                | 3 ottobre 2002    | LINEAR                              |
| 731920 | 2013 TR78                | 11 maggio 2010    | WISE                                |
| 731921 | 2013 TZ79                | 3 settembre 2013  | Spacewatch                          |
| 731922 | 2013 TY84                | 15 settembre 2013 | CSS                                 |
| 731923 | 2013 TW88                | 3 dicembre 2008   | Spacewatch                          |
| 731924 | 2013 TC90                | 13 febbraio 2004  | Spacewatch                          |
| 731925 | 2013 TQ90                | 3 settembre 2002  | NEAT                                |
| 731926 | 2013 TO98                | 19 dicembre 2004  | Mount Lemmon Survey                 |
| 731927 | 2013 TX99                | 4 giugno 2010     | WISE                                |
| 731928 | 2013 TX103               | 28 settembre 1998 | Spacewatch                          |
| 731929 | 2013 TK104               | 29 luglio 2008    | Mount Lemmon Survey                 |
| 731930 | 2013 TX104               | 29 maggio 2009    | Mount Lemmon Survey                 |
| 731931 | 2013 TC107               | 3 ottobre 2013    | Spacewatch                          |
| 731932 | 2013 TG108               | 7 settembre 1996  | Spacewatch                          |
| 731933 | 2013 TX108               | 3 settembre 2013  | F. Hormuth                          |
| 731934 | 2013 TN111               | 12 febbraio 2004  | NEAT                                |
| 731935 | 2013 TM114               | 7 novembre 2002   | Spacewatch                          |
| 731936 | 2013 TM115               | 18 giugno 2012    | Mount Lemmon Survey                 |
| 731937 | 2013 TX118               | 4 ottobre 2013    | Mount Lemmon Survey                 |
| 731938 | 2013 TK119               | 4 ottobre 2013    | Mount Lemmon Survey                 |
| 731939 | 2013 TU123               | 9 ottobre 2008    | Mount Lemmon Survey                 |
| 731940 | 2013 TG127               | 8 settembre 2000  | Spacewatch                          |
| 731941 | 2013 TO127               | 3 agosto 2000     | Spacewatch                          |
| 731942 | 2013 TW129               | 20 maggio 2012    | Mount Lemmon Survey                 |
| 731943 | 2013 TN137               | 25 aprile 2007    | Mount Lemmon Survey                 |
| 731944 | 2013 TJ139               | 14 novembre 2002  | NEAT                                |
| 731945 | 2013 TM140               | 18 settembre 2006 | Spacewatch                          |
| 731946 | 2013 TW140               | 15 settembre 2013 | Pan-STARRS                          |
| 731947 | 2013 TA141               | 12 aprile 2004    | Spacewatch                          |
| 731948 | 2013 TN142               | 11 dicembre 2010  | Mount Lemmon Survey                 |
| 731949 | 2013 TW143               | 2 ottobre 2013    | PTF                                 |
| 731950 | 2013 TA146               | 1 ottobre 2003    | Spacewatch                          |
| 731951 | 2013 TZ146               | 8 gennaio 2011    | Mount Lemmon Survey                 |
| 731952 | 2013 TR147               | 21 luglio 2006    | Mount Lemmon Survey                 |
| 731953 | 2013 TM149               | 25 novembre 2010  | Mount Lemmon Survey                 |
| 731954 | 2013 TZ152               | 30 ottobre 2002   | Spacewatch                          |
| 731955 | 2013 TK155               | 6 ottobre 2013    | M. W. Buie                          |
| 731956 | 2013 TM155               | 31 agosto 2013    | Pan-STARRS                          |
| 731957 | 2013 TN155               | 12 agosto 2013    | Pan-STARRS                          |
| 731958 | 2013 TK159               | 5 ottobre 2013    | Pan-STARRS                          |
| 731959 | 2013 TL160               | 10 agosto 2007    | Spacewatch                          |
| 731960 | 2013 TD161               | 5 ottobre 2013    | Spacewatch                          |
| 731961 | 2013 TQ162               | 13 settembre 2007 | Mount Lemmon Survey                 |
| 731962 | 2013 TS162               | 3 ottobre 2013    | Pan-STARRS                          |
| 731963 | 2013 TT162               | 3 ottobre 2013    | Pan-STARRS                          |
| 731964 | 2013 TX164               | 2 ottobre 2013    | Pan-STARRS                          |
| 731965 | 2013 TY164               | 28 settembre 2003 | Spacewatch                          |
| 731966 | 2013 TD166               | 4 settembre 2013  | Mount Lemmon Survey                 |
| 731967 | 2013 TG168               | 28 settembre 2013 | Mount Lemmon Survey                 |
| 731968 | 2013 TX168               | 9 aprile 2010     | Mount Lemmon Survey                 |
| 731969 | 2013 TA169               | 5 ottobre 2013    | Pan-STARRS                          |
| 731970 | 2013 TH171               | 17 novembre 2009  | Spacewatch                          |
| 731971 | 2013 TQ171               | 5 ottobre 2013    | Spacewatch                          |
| 731972 | 2013 TV171               | 12 ottobre 2013   | Spacewatch                          |
| 731973 | 2013 TY172               | 3 ottobre 2013    | CSS                                 |
| 731974 | 2013 TW173               | 9 ottobre 2013    | Mount Lemmon Survey                 |
| 731975 | 2013 TB175               | 9 aprile 2006     | Mount Lemmon Survey                 |
| 731976 | 2013 TK181               | 2 ottobre 2013    | Spacewatch                          |
| 731977 | 2013 TW183               | 1 marzo 2010      | WISE                                |
| 731978 | 2013 TU188               | 16 aprile 2010    | WISE                                |
| 731979 | 2013 TZ192               | 5 ottobre 2013    | Pan-STARRS                          |
| 731980 | 2013 TH193               | 3 ottobre 2013    | Mount Lemmon Survey                 |
| 731981 | 2013 TW195               | 20 novembre 2008  | Spacewatch                          |
| 731982 | 2013 TA196               | 5 ottobre 2013    | Pan-STARRS                          |
| 731983 | 2013 TB196               | 9 ottobre 2013    | Spacewatch                          |
| 731984 | 2013 TV196               | 4 ottobre 2013    | Mount Lemmon Survey                 |
| 731985 | 2013 TY198               | 3 ottobre 2013    | Pan-STARRS                          |
| 731986 | 2013 TW200               | 9 ottobre 2013    | Mount Lemmon Survey                 |
| 731987 | 2013 TY203               | 7 ottobre 2013    | Spacewatch                          |
| 731988 | 2013 TL204               | 3 ottobre 2013    | Pan-STARRS                          |
| 731989 | 2013 TN204               | 3 ottobre 2013    | Spacewatch                          |
| 731990 | 2013 TT204               | 3 ottobre 2013    | Pan-STARRS                          |
| 731991 | 2013 TZ214               | 2 ottobre 2013    | Pan-STARRS                          |
| 731992 | 2013 TO217               | 13 ottobre 2013   | Mount Lemmon Survey                 |
| 731993 | 2013 TY217               | 5 ottobre 2013    | Pan-STARRS                          |
| 731994 | 2013 TP218               | 2 ottobre 2013    | Spacewatch                          |
| 731995 | 2013 TK224               | 21 settembre 2001 | SDSS Collaboration                  |
| 731996 | 2013 TH236               | 3 ottobre 2013    | Spacewatch                          |
| 731997 | 2013 TG238               | 15 settembre 2007 | CSS                                 |
| 731998 | 2013 TK275               | 12 ottobre 2013   | Mount Lemmon Survey                 |
| 731999 | 2013 UZ4                 | 11 dicembre 2009  | Osservatorio astronomico di Maiorca |
| 732000 | 2013 UF9                 | 23 ottobre 2001   | Spacewatch                          |